# Sant’Urbano
Sant’Urbano (velenceiül Sant'Urban) település Olaszországban, Veneto régióban, Padova megyében. Lakosainak száma 1905 fő (2023. január 1.). Sant’Urbano Piacenza d’Adige, Barbona, Lendinara, Lusia, Vescovana, Vighizzolo d’Este, Villa Estense és Granze községekkel határos.

## Népesség
A település lakossága az elmúlt években az alábbi módon változott:
| Lakosok száma | 2159 | 2050 | 2008 | 1905 |
|               | 2008 | 2017 | 2018 | 2023 |